# Big Fish
Big Fish (conocida en España por su título original y en Hispanoamérica como El gran pez) es una película de 2003 dirigida por Tim Burton y escrita por John August. Está basada en la novela Big Fish: A Novel of Mythic Proportions de Daniel Wallace y protagonizada por Ewan McGregor, Albert Finney, Billy Crudup, Jessica Lange, Marion Cotillard, Alison Lohman, Steve Buscemi, Helena Bonham Carter y Danny DeVito, entre otros.
La película iba a ser dirigida por Steven Spielberg antes que Burton se encargara del proyecto, tras la muerte de su propio padre. Se filmó en Alabama y tiene menos elementos góticos que otras películas de Burton como Edward Scissorhands y Sleepy Hollow. La película recibió cuatro nominaciones para los Globos de Oro y una nominación para los Oscar.

## Trama
Edward Bloom es un hombre que relata momentos de su vida añadiéndoles características fantásticas. Cuando lo hace en la boda de su hijo Will, este deja de hablarle durante tres años. Will trabaja como periodista en París. Cuando la salud de su padre empeora, Will regresa junto a su esposa Josephine a Alabama. En el avión, Will narra una de las historias de su padre, en ella conocía a una bruja que le mostraba de qué manera moriría al mirar a través de su ojo de vidrio.
A lo largo de la película, Edward cuenta algunas historias que relatan momentos de su vida. Por ejemplo, explica que cuando era niño, estuvo tres años en cama debido a su rápido crecimiento. Tras esto, se convierte en un exitoso deportista, pero cree que el pueblo donde vive es demasiado pequeño para sus ambiciones. Tras conocer a Karl, un gigante incomprendido, inicia un viaje junto a él. Edward atraviesa un bosque embrujado y llega a un pueblo llamado Spectre, donde todos sus habitantes suelen andar descalzos. Allí, conoce a un poeta llamado Norther Winslow. Antes de abandonar el pueblo, le promete a Jenny, una niña que allí conoció, que regresaría algún día.
Edward y Karl visitan un circo, donde el protagonista ve, entre el público, al amor de su vida. Sin embargo, la pierde de vista sin poder conocer su nombre. Edward le propone a Amos, el dueño del circo, un trato: si trabaja para él gratuitamente en el circo, Amos le irá dando información de la joven al final de cada mes. Sin embargo, este le cuenta a Edward solo algunos detalles sobre la joven que vio, pero nunca su nombre o dirección. Una noche, Edward descubre que Amos es un hombre lobo, pero no lo mata. Debido a este gesto, este le revela el nombre de la joven: Sandra Templeton, y el lugar donde estudia, la Universidad de Auburn.
Sin embargo, Sandra estaba prometida con un joven llamado Don Price, proveniente del mismo pueblo que Edward. Edward no se rinde, y planta fuera de la casa de Sandra sus flores favoritas, narcisos. Don los descubre juntos y golpea a Edward para que se aleje de ella. Sandra defiende a Edward y termina su relación con Don. Edward revela que Don muere a temprana edad, de un ataque al corazón, mientras estaba sentado en el inodoro, tal cual él mismo había visto en el ojo de la Bruja.
Edward es reclutado por el ejército y debe alejarse de Sandra para ir a la guerra de Corea. En Corea conoce a Ping y Jing, dos hermanas siamesas que le ayudan a volver a Estados Unidos. Edward es dado por muerto, pero regresa con Sandra. Tras esto, sus oportunidades de trabajo eran limitadas por lo que se dedica a trabajar como vendedor. Un día vuelve a encontrarse con Winslow, quien le pide ayuda para robar un banco, el cual estaba en bancarrota. Winslow deja de lado ser ladrón y se convierte en un exitoso hombre de negocios, gracias a los consejos de Edward de invertir en Wall Street.
Molesto por las historias de su padre, Will pide que le cuente la verdad. Sospechando que su padre tenía otra familia, revisa su oficina, encontrando cartas de cuando fue dado por muerto, y otras que provenían del pueblo que conoció. Will conoce a Jenny, quien se convirtió en instructora de piano. De la forma en la que Edward contaría la historia, Jenny le cuenta a Will que su padre ayudó al pueblo, el cual cayó en bancarrota, reconstruyendo las casas; tras reconstruir la de Jenny y rechazar su propuesta de una relación, él se marcha para no volver jamás. Además le contó que para su padre solo existían dos tipos de mujeres: su esposa Sandra y todas las demás, dándole a entender a Will que su padre nunca le fue infiel a su madre.
Will regresa a casa y descubre que su padre está en el hospital. Edward le pide a su hijo que le cuente una historia, él narra cómo ambos escapan del hospital y se dirigen al río, donde se encuentra con toda la gente que conoció durante su vida. En el río, Edward se convierte en un pez. Tras esto, Edward dice «la historia de mi vida» y muere. 
En el funeral, Will ve a varios amigos de su padre, los cuales estaban presentes en sus historias. Allí, se da cuenta de que su padre no había mentido, sino que en realidad había exagerado: Karl, el gigante, era en realidad un hombre muy alto; y las siamesas eran gemelas idénticas. Will explica que su padre se convirtió en sus historias tras años de narrarlas, y que vivirá por siempre en ellas.

## Reparto
- Ewan McGregor es el joven Edward Bloom.
- Albert Finney es Edward Bloom.
- Billy Crudup es Will Bloom, hijo de Edward.
- Jessica Lange es Sandra Bloom, esposa de Edward.
- Alison Lohman es Sandra Bloom —Templeton de soltera— cuando era joven.
- Marion Cotillard es Joséphine, esposa de Will.
- Helena Bonham Carter es Jenny, instructora de piano, enamorada no correspondida de Edward.
- Robert Guillaume es Dr. Bennett, doctor de la familia.
- Matthew McGrory es Karl, el gigante.
- Danny DeVito es Amos Calloway, dueño del circo.
- Steve Buscemi es Norther Winslow, poeta, ladrón, y hombre de negocios.
- Ada Tai y Arlene Tai son Ping y Jing, siamesas chinas que actuaban para los soldados en Corea.
- David Denman es Don Price, novio de la joven Sandra.
- Loudon Wainwright III es Beamen, alcalde de Spectre y padre de Jenny.
- Missi Pyle es Mildred, esposa de Beamen.
- Deep Roy es Mr. Soggybottom, abogado de Amos.
- Perry Walston es Edward Bloom (10 años)
- Hailey Anne Nelson es Jenny (8 años)
- Grayson Stone es Will Bloom (6–8 años)
- R. Keith Harris es Padre de Ed
- Karla Droege es Madre de Ed
- Zachary Gardner es Zacky Price (10 años)
- John Lowell es Donald "Don" Price (12 años)
- Darrell Vanterpool es Wilbur (10 años)
- Miley Cyrus es Ruthie (8 años)
- Joseph Humphrey es Little Brave
- Billy Redden es Banjo Man
- Russell Hodgkinson es Granjero
- Daniel Wallace es Profesor
- George McArthur es Colossus
- Bevin Kaye es Mujer del río

## Temas
El elemento principal de Big Fish es la idea de reconciliación entre un padre y su hijo. Según Daniel Wallace, quien escribió la novela en la que se basa la película, la idea de la relación entre padre e hijo se basó en su propia familia. Wallace considera que el personaje de Edward Bloom es similar a su padre, quien usaba su «encanto» para mantener la distancia con otras personas. En la película, Will cree que Edward nunca ha sido honesto con él, ya que Edward crea mitos extravagantes sobre su pasado, usando la narración como un mecanismo de evasión. Las historias de Edward están llenas de elementos relacionados con cuentos de hadas, como una bruja, una sirena, un gigante, un hombre lobo y el pueblo mitológico de Spectre. La trama gira en torno a las historias de Edward y a los esfuerzos de Will por descubrir la verdad. Según Wallace: «La búsqueda del padre es ser un gran pez en un estanque grande y la búsqueda del hijo es ver a través de sus cuentos fantásticos».
El guionista John August se identificó con el personaje de Will tras leer el borrador de la novela. Mientras August estaba en la universidad su padre falleció y, al igual que Will, intentó conocerlo mejor antes de su muerte, pero había aspectos que los alejaban. Al igual que Will, August estudió periodismo y tenía veintiocho años de edad. Tim Burton también se sintió identificado con la historia de Big Fish, dado que su padre había fallecido en el año 2000.

## Producción
Tras la muerte de su padre, el guionista John August leyó un manuscrito de la novela Big Fish: A Novel of Mythic Proportions en 1999 y logró que Columbia Pictures apoyara su idea de una adaptación. Steven Spielberg fue asignado como director en agosto de 2000, mientras August escribía dos borradores, con Jack Nicholson como el anciano Edward Bloom. August trabajó duro para transformar el libro —el cual estaba dividido en varios capítulos— en una historia con cohesión, decidiendo utilizar varios narradores, haciendo un tercer borrador mientras Spielberg se encontraba ocupado con otros proyectos. Según August, la técnica utilizada para contar la historia se basó en The Princess Bride, que intercala escenas de la realidad con la ficción. Los productores Dan Jinks y Bruce Cohen discutieron el proyecto con Stephen Daldry, antes de enviar el borrador a Tim Burton, quien aceptó dirigir la película en abril de 2002.
La muerte de su padre y madre, en octubre de 2000 y marzo de 2002 respectivamente, afectó Burton. Tras la producción de El planeta de los simios, quiso hacer una película más pequeña. Burton disfrutó el guion, sintiendo que era una de las mejores historias que le había tocado dirigir desde Beetlejuice. A Burton además le gustó la idea de mezclar el drama con cuentos de hadas, ya que le permitía narrar varias historias de distintos géneros. El director se reunió con Jack Nicholson, y conversaron acerca de utilizar ordenadores para crear una versión joven suya. Más tarde, Burton comenzó a buscar dos actores para cada personaje, por lo que su fecha de filmación pasó de octubre de 2002 a enero de 2003.
El 1 de agosto de 2002, Ewan McGregor y Albert Finney fueron contratados para interpretar las dos versiones de Edward Bloom. Los productores Jinks y Cohen sugirieron esta dupla tras trabajar con McGregor en la película Down with Love. Burton aceptó trabajar con él debido a que lo encontraba similar a su colega Johnny Depp. Tras ver la actuación de Finney en Tom Jones, Burton vio un gran parecido entre él y McGregor, además encontró un artículo de la revista People donde se comparaba a ambos actores. La mayoría de los actores se seleccionaron en noviembre de ese año.
La filmación de Big Fish comenzó el 13 de enero de 2003 y terminó a comienzos de mayo del mismo año. La producción fue realizada en Montgomery (Alabama). Todas las escenas de Albert Finney como Edward Bloom fueron filmadas primero, debido a la gran carga emocional y sentimental de estas. McGregor estuvo presente en el set desde el comienzo observando el trabajo de Finney. Tras esto, el ambiente adquirió un nuevo espíritu cuando Burton y McGregor comenzaron a filmar. Gran parte de las escenas fueron improvisadas, incluyendo la escena del nacimiento y la de Corea. Un fuerte viento arrasó parte del set mientras filmaban las escenas del circo, pero aun así continuaron trabajando. La filmación en Alabama finalizó en abril, y se trasladaron a París por una semana antes del montaje. Burton prefirió utilizar efectos especiales prácticos en vez de animación por computadora. Para algunas escenas donde aparecía el gigante Karl, recurrió a ilusiones ópticas relacionadas con la perspectiva. Además, esta es la primera vez que el director recurre a una considerable edición de colores, la cual tenía como objetivo diferenciar las escenas reales de las narradas.
La banda sonora de Big Fish fue compuesta por el antiguo conocido de Burton, Danny Elfman. Eddie Vedder, vocalista de Pearl Jam, hizo una canción titulada «Man of the Hour» tras ver la película.

## Recepción
Big Fish tuvo un estreno limitado el 10 de diciembre de 2003, antes de ser distribuida por todo Estados Unidos el 9 de enero de 2004. Aunque en un principio se pensó que recaudaría 14,5 millones de dólares en su primera semana, la película solo logró recaudar trece millones de dólares, quedando en segundo lugar detrás de El Señor de los Anillos: el retorno del Rey. Finalmente la película recaudó sesenta y seis millones de dólares en Estados Unidos y cincuenta y seis millones en el resto del mundo, logrando un total de $122 millones. Big Fish recibió una nominación en 2004 para los Globo de Oro como mejor película cómica o musical, además de otras nominaciones para Albert Finney, Danny Elfman y Eddie Vedder. En los Premios Óscar, Elfman recibió una nominación por la banda sonora.
Big Fish recibió muy buenos comentarios por parte de algunos críticos, nombrándola incluso la mejor película de Tim Burton, incluyendo a Jeff Vice. Jeffrey Westhoff sintió que la película le dio a Burton «una necesaria dosis de madurez», además dijo que era su mejor película desde Ed Wood. Peter Travers la calificó con un 4/4, agregando que presentaba «un guion que reta y profundiza en el talento visionario de Burton», además se refirió de buena manera a la actuación de Ewan McGregor. Adrian Hennigan de la BBC destacó el trabajo de Burton y el guionista John August debido a sus proyectos paralelos El planeta de los simios y Los ángeles de Charlie: Al límite respectivamente, sintiendo que era una celebración al arte de la narración, un profundo drama, y «optimista sin ser demasiado sentimental; romántica sin ser empalagosa; conmovedora sin ser sensiblera». Betty Jo Tucker dijo que era su película favorita del año, agregando: «Big Fish no sólo me encantó con su humanidad y humor, me sorprendió con su sabiduría».
El reconocido crítico Roger Ebert afirmó que «no se puede negar que Will tenía razón: el anciano es un dolor de cabeza. Hay un punto de la película en que las historias dejan de ser entretenidas y pasan a ser sádicas». Big Fish presenta un 77% de votos «frescos» en Rotten Tomatoes, con 154 comentarios positivos de 199.

## DVD
La versión en DVD de Big Fish salió a la venta el 27 de abril de 2004 solo en algunos países, el resto recibió esta versión el 7 de junio del mismo año. El DVD contenía comentarios de Burton y un juego de preguntas, entre otros extras. La película tuvo una segunda versión en DVD que fue puesta en venta el 1 de noviembre de 2005, con un libro de veinticuatro páginas titulado Fairy Tale for a Grown Up. La película además fue lanzada en formato Blu-ray el 9 de abril de 2007.

## Premios
| Año  | Premio                  | Categoría                                     | Receptor(es)                                                 | Resultado |
| ---- | ----------------------- | --------------------------------------------- | ------------------------------------------------------------ | --------- |
| 2005 | Premios Cóndor de Plata | Mejor película extranjera de habla no hispana | Tim Burton                                                   | Nominado  |
| 2004 | Premios Óscar           | Mejor banda sonora                            | Danny Elfman                                                 | Nominado  |
| 2004 | Premios Globo de Oro    | Mejor película - Comedia o musical            |                                                              | Nominada  |
| 2004 | Premios Globo de Oro    | Mejor banda sonora                            | Danny Elfman                                                 | Nominado  |
| 2004 | Premios Globo de Oro    | Mejor canción original                        | Eddie Vedder (por «Man of the Hour»)                         | Nominado  |
| 2004 | Premios Globo de Oro    | Mejor actor de reparto                        | Albert Finney                                                | Nominado  |
| 2004 | Premios BAFTA           | Mejor película                                | Bruce Cohen, Dan Jinks y Richard D. Zanuck                   | Nominados |
| 2004 | Premios BAFTA           | Mejor director                                | Tim Burton                                                   | Nominado  |
| 2004 | Premios BAFTA           | Mejor guion adaptado                          | John August                                                  | Nominado  |
| 2004 | Premios BAFTA           | Mejor actor de reparto                        | Albert Finney                                                | Nominado  |
| 2004 | Premios BAFTA           | Mejores efectos visuales                      | Kevin Scott Mack, Seth Maury, Lindsay MacGowan y Paddy Eason | Nominados |
| 2004 | Premios BAFTA           | Mejor maquillaje y peluquería                 | Jean Ann Black y Paul LeBlanc                                | Nominados |
| 2004 | Premios BAFTA           | Mejor diseño de producción                    | Dennis Gassner                                               | Nominado  |
| 2004 | Premios Saturn          | Mejor actor                                   | Albert Finney                                                | Nominado  |
| 2004 | Premios Saturn          | Mejor película de fantasía                    |                                                              | Nominada  |